# 多布尔
多布尔是奥地利施蒂利亚州格拉茨城郊县的一个市镇。总面积13.76平方公里，总人口1560人，人口密度113.4人/平方公里（2001年）。